# Cynoglossus suyeni
Cynoglossus suyeni är en fiskart som beskrevs av Fowler, 1934. Cynoglossus suyeni ingår i släktet Cynoglossus och familjen Cynoglossidae. Inga underarter finns listade i Catalogue of Life.